# Casimir Esterházy

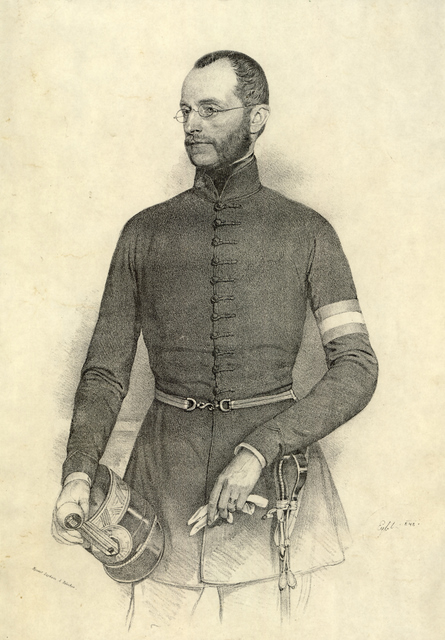
Casimir Esterházy

Casimir Nikolaus Esterházy de Galántha (* 15. November 1805 in Preßburg, Königreich Ungarn; † 13. Mai 1870 in Salzburg, Österreich-Ungarn) war ein ungarischer Aristokrat, k.k.Kämmerer und Politiker er war Mitglied im Oberhaus des Ungarischen Reichstages.

## Leben
Graf Casimir Nikolaus Esterházy de Galántha wurde am 15. November 1805 in Preßburg geboren. Er war Sohn von Graf Johann Kasimir Nepomuk Esterházy (* 1775 in Preßburg; † 1829 in Karlsbad) und dessen Ehefrau Maria Josepha Anna Esterházy (* 1777, † 1843). Kasimir hatte eine ältere Schwester Franziska (* 1804, † 1875). In jungen Jahren erhielt er eine gründliche Militärausbildung. Zwischen 1823 und 1830 diente er als Leutnant in der 5. Kürassier-Regiment. Nach dem Ausscheiden vom Militär widmete sich Casimir der Politik, ab 1839 war er Mitglied des Oberhauses im Ungarischen Reichstag.
Von seinem Vater Johann Esterházy erbte er das Schlösschen und Gut Darda im Komitat Braunau, das er jedoch wegen schlechter Bewirtschaftung bereits im Jahre 1842 aufgeben musste. Er verkaufte es an Fürst Georg Wilhelm von Schaumburg Lippe.
Die Ereignisse der Revolution von 1848/1849 gingen auch an Casimir Esterhazy nicht spurlos vorbei. Am 14. April 1848 wurde er zum Befehlshaber der 'nichtuniformierten Nationalgarden' (ung. 'Nemzetörség') ernannt. Nach dieser Wahl wurde Esterhazy vorgeworfen, dass er bei diesen Garden Deutsch als Kommandosprache einführen wollte, worauf Esterhazy in einer Erwiderung u. a. schrieb: dass "die Abrichtungsexercitien der freiwilligen Nationalgarden, welche mit so vieler Bereitwilligkeit von einigen Herrn Officieren der hiesigen Garnison ertheilt wurden [...] gleich viel welche Sprache sie immer sprechen "[...]. Am 6. Oktober 1848 trat er von diesem Posten zurück.
Vom weiteren Verlauf der ungarischen Unabhängigkeitsbewegung schwer enttäuscht, stellte er ein Freicorps auf Seiten der kaiserlichen Truppen auf, das er selbst finanzierte. Die Ungarische Revolution wurde niedergeschlagen und endete am 13. August 1849 mit der Kapitulation bei Világosch, Komitat Arad in Siebenbürgen.
Im September 1849 gab Casimir Esterházy folgende Erklärung ab:
"Alles was ich besitze, gehört meinem Herrn und Kaiser! Freudig lege ich es Ihm zu Füßen als getreuer dankbarer Untertan, auf daß Er damit schalte und walte ganz nach Seinem Ermessen, wenn mir dadurch das Glück zu Theil wird, auch Etwas dazu beizutragen, daß Sein heiliges Recht und die gute Sache siege. Gott segne Ihn und Sein tapferes Heer! Wien, am 20. Mai 1849.
Gr. Casimir Esterházy"
Casimir Esterházy war musikalisch stark interessiert. An der Gründung des Preßburger Kirchenmusikvereins bei St. Martin im Jahre 1833 war er maßgebend beteiligt. Er fungierte als erster Protektor dieses Vereins. Auch zu Franz Liszt unterhielt er enge Kontakte. Er unternahm mit Liszt zahlreiche Reisen, welcher auch häufig Gast im Hause Esterházy gewesen ist. Casimir fungierte auch als Widmungsträger von Liszts 4. Ungarischer Rhapsodie.
Schließlich ließ sich Casimir Esterházy mit seiner zweiten Frau in Salzburg-Aigen nieder, wo er auch am 13. Mai 1870 starb. Seine sterblichen Überreste wurden in die Gruft im Friedhof Oberalm überführt, wo den marmornen Betschemel seine selbst verfasste Grabinschrift ziert.

### Familie
Am 28. August 1833 heiratete er in Preßburg Gräfin Leopoldine Gräfin Szapáry (* 1806, † 1838). Aus dieser Ehe gingen drei Kinder hervor.
Nach dem Tode seiner ersten Frau heiratete er am 19. Juli 1842 in Pressburg Maria Henrica Aspasia Le Marcant, Baronesse de Montval (* 1804, † 1875). Aus dieser Ehe stammen zwei Kinder.